# Makt på spel
Makt på spel är en svensk TV-serie i regi av Staffan Roos. Manus skrevs av Bo Andersson, Staffan Roos och Åke Ortmark.
Serien som utspelade sig i en framtida politisk miljö var i fyra delar och visades i TV2 med start 1 januari 1973. Handlingen var lagd till valåret 1979 och bygger på Ortmarks bok Den inre cirkeln.

## Rollista
- Bibi Andersson – Inger Lindén
- Frej Lindqvist – Bert Lindén
- Olof Bergström – Magnus Sterner
- Eva Stiberg – Annika Sterner
- Lars Amble – Berggren
- Kent Andersson – Ekman
- Per-Axel Arosenius – Karlvind
- Hans Bendrik – Rune Isaksson
- Jan Bergquist – TV-programledare
- Jonas Bergström – Ronnie
- Olle Björling – demonstratör
- Gregor Dahlman – säkerhetsmannen
- Dennis Dahlsten – Bäck
- Lars Edström – Åke
- Hans Ernback – Tommy
- Sven-Eric Gamble – Max Hoder-Bentson
- Palle Granditsky – Nordenfeldt
- Björn Gustafson – Urban
- Helge Hagerman – Alvar
- Lars Lennartsson – Wallin
- Maj-Britt Lindholm – Gerd
- Jan Erik Lindqvist – Pe-Hå
- Peter Luckhaus – Karsten
- Anders Nyström – Helge
- Tord Peterson – Nylén
- Per Sjöstrand – Melin
- Helge Skoog – ingenjör
- Olof Thunberg – Edward Lundberg
- Håkan Westergren – Petersén
- John Zacharias – Wilhelm Halle
- Ole Blegel – Sten Forsman
- Johannes Brost – Jonas Forsman
- Ulf von Zweigbergk